# Кучинг (область)
Кучинг (малайск. Kuching) — одна из областей в составе малайзийского штата Саравак на острове Калимантан.

## География
Область расположена в западной части штата, и занимает 4 559,5 км².

## Население
В 2000 году в области Кучинг проживало 606 000 человек. Большинство жителей области Кучинг — китайцы и малайцы, что отличается от национального состава прочих частей штата Саравак, где преобладают представители коренных народностей.

## Административное деление
Область Кучинг делится на три округа:
- Кучинг
- Бау
- Лунду

## Транспорт
Основные порт и аэродром находятся в городе Кучинг — столице штата Саравак.